# Otto van Brunswijk-Grubenhagen
Otto van Brunswijk-Grubenhagen ook bekend als Otto van Tarente (circa 1320 - Foggia, 1 december 1399) was van 1383 tot aan zijn dood vorst van Tarente. Hij behoorde tot het huis Welfen.

## Levensloop
Otto was de oudste zoon van hertog Hendrik II van Brunswijk-Grubenhagen en diens eerste echtgenote Jutta, dochter van markgraaf Herman I van Brandenburg. Door de vele erfdelingen binnen het huis Welfen had hij geen uitgebreid erfdeel. De nogal daadkrachtige Otto nam daar geen genoegen mee, wat hem net als zijn vader naar het buitenland dreef. In contemporaine bronnen werd hij beschreven als een dappere en roekeloze condottiere die voor verschillende heren vocht. Eveneens ging hij dienst bij de Duitse Orde. 
In militaire dienst van markgraaf Johan II van Monferrato nam Otto in 1339 deel aan de strijd bij Asti. In 1352 trad hij uit de Duitse Orde en ging hij in militaire dienst bij koning Jan II van Frankrijk. Het was in die periode dat hij huwde met zijn eerste echtgenote Jolanda (circa 1320/1325 - voor 1372), dochter van de Aragonese edelman Berengarius van Vilaragut en weduwe van koning Jacobus III van Majorca. Door dit huwelijk verwierf Otto een aanzienlijk vermogen en werd hij het rijkste lid van de linie Grubenhagen van het huis Welfen. Kort daarna keerde hij terug naar Italië, waar hij de voogd werd van de drie zonen van Johan van Monferrato. In 1354 was hij aanwezig bij de kroning van keizer Karel IV in Rome. De volgende jaren was hij veldheer bij verschillende Italiaanse veldtochten, wat hem veel aanzien opleverde. 
Na de dood van zijn eerste echtgenote stelde paus Gregorius XI aan Otto voor om te huwen met koningin Maria van Armenië, die weduwe was geworden. Deze plannen werden echter niet uitgevoerd en uiteindelijk huwde hij in 1376 met koningin Johanna I van Napels, wiens de vierde echtgenoot Otto werd. Otto kreeg echter niet de koningstitel en moest zich tevreden stellen met het bezit over het vorstendom Tarente, het graafschap Acerra en enkele kastelen in de Provence. 
Na de dood van paus Gregorius XI in 1378 belandde het koninkrijk Napels in het conflict tussen de nieuwe paus Urbanus VI en tegenpaus Clemens VII. Otto en Johanna waren aanhangers van Clemens en vingen hem zelfs op in Napels. Clemens, die vooral door Frankrijk werd gesteund, week echter uiteindelijk uit naar Avignon. Wegens haar steun aan Clemens VII dreigde paus Urbanus VI Johanna af te zetten en een kruistocht naar Napels uit te voeren. Urbanus VI droeg het koninkrijk Napels over aan Karel van Durazzo en kroonde hem in 1380 in Rome. Karel slaagde erin om Napels in 1381 te bezetten, waarna Johanna werd gevangengezet. Samen met zijn broer Balthasar probeerde Otto zijn echtgenote te bevrijden, maar nadat dit mislukte werden de broers eveneens opgesloten. Johanna, die haar rechten op Napels weigerde op te geven, werd hij in 1382 gewurgd, voordat haar erfopvolger Lodewijk I van Anjou haar met een leger hulp kon bieden. 
Otto zelf werd in leven gehouden en in 1384 werd hij vrijgelaten. Na een oponthoud in Sicilië ging hij naar Avignon, waar hij het opperbevel van de troepen van hertog Lodewijk II van Anjou opnam. Met dit leger kon Otto in de zomer van 1387 Napels in naam van Lodewijk II terugwinnen. Toen hij tegen zijn verwachtingen in door tegenpaus Clemens VII niet tot kapitein-generaal van Napels werd benoemd, ging hij uit ontgoocheling in dienst bij Lodewijks rivaal Ladislaus van Durazzo. In naam van Ladislaus probeerde hij Napels tevergeefs te heroveren en in 1392 werd Otto opnieuw gevangengezet. Om zich vrij te kopen, moest hij het graafschap Acerra afstaan. Na zijn vrijlating leefde hij de laatste jaren van zijn leven teruggetrokken in het vorstendom Tarente. In 1399 stierf Otto in Foggia, waar hij tevens werd begraven. 